# Пейшенс
Пейшенс (англ. Patience) — британсько-бельгійський детективний телесеріал із Лорою Фрейзер і Еллою Мейзі Первіс у ролі поліційної архівістки з аутизмом у Йорку. Це адаптація французького телесеріалу «Астрід і Рафаель». Прем'єра серіалу відбулася на британському Channel 4 8 січня 2025 року.

## Сюжет
Слідча Бі Меткалф об'єднує зусилля з блискучою кримінологинею-самоучкою Пейшенс Еванс, яка працює у відділі архівних кримінальних справ Йоркської поліції та має аутизм і гіперлексію.

## У ролях
- Лора Фрейзер(інші мови) — слідча Бі Меткалф
- Елла Мейзі Первіс(інші мови) — Пейшенс Еванс
- Том Льюїс(інші мови) — Елліот Скотт
- Максвелл Вайтлок — Елфі Меткалф-Хейнс
- Ава-Грейс Кук — юна Пейшенс
- Марк Бентон(інші мови) — Келвін Бекстер
- Ліза Садови(інші мови) — докторка Лоретта Парсонс[4]

## Виробництво
Про проєкт від Eagle Eye Drama, PBS Distribution і Beta Film було оголошено в лютому 2024 року. Серіал створений спільно з бельгійською компанією Happy Duck Films і за підтримки Бельгійської податкової служби. Він є адаптацією оригінального французького серіалу «Астрід і Рафаель». Джо Мак-Ґра і Волтер Юццоліно є виконавчими продюсерами від Eagle Eye. Режисер — Маартен Меркерке. У складі сценарної групи серіалу на чолі з Меттом Бейкером були Стівен Брейді, Сара Фріті й Даніелла ДеВінтер.
Головні ролі виконали Лора Фрейзер й Елла Мейзі Первіс. Усіх нейровідмінних персонажів зіграли нейрорізноманітні актори.
Знімання відбувалося 2024 року, взимку в бельгійському Антверпені та навесні в англійському Йорку, зокрема поблизу Йоркського собору.

## Епізоди
| № серії | Назва серії                                                         | Режисер(и)       | Сценарист(и)                    | Оригінальна дата показу |
| ------- | ------------------------------------------------------------------- | ---------------- | ------------------------------- | ----------------------- |
| 1       | «Дівчина з паперової гори: Частина 1» «Paper Mountain Girl: Part 1» | Маартен Меркерке | Метт Бейкер                     | 8 січня 2025            |
| 2       | «Дівчина з паперової гори: Частина 2» «Paper Mountain Girl: Part 2» | Маартен Меркерке | Метт Бейкер                     | 8 січня 2025            |
| 3       | «Відсутня ланка» «The Missing Link»                                 | Маартен Меркерке | Стівен Брейді й Метт Бейкер     | 8 січня 2025            |
| 4       | «Замкнена кімната» «The Locked Room»                                | Маартен Меркерке | Стівен Брейді й Метт Бейкер     | 8 січня 2025            |
| 5       | «Сторож братові моєму» «My Brother's Keeper»                        | Маартен Меркерке | Стівен Брейді й Метт Бейкер     | 8 січня 2025            |
| 6       | «Скринька Пандори» «Pandora's Box»                                  | Маартен Меркерке | Даніелла ДеВінтер і Метт Бейкер | 8 січня 2025            |

## Трансляція
Серіал вийшов в ефір 8 січня 2025 року у Великій Британії на Channel 4.